# عضلات جسم الإنسان
عضلات جسم الإنسان (Human body muscles). في جسم الإنسان عضلات مخططة يبلغ عددها 320 زوجاً من العضلات المخططة الإرادية أي 640 عضلة مفردة، العدد الفعلي يتراوح بين 640 و 850 عضلة باعتبار أن بعض أجزاء العضلات يمكن اعتبارها عضلات مستقلة.
تقسم العضلات المخططة حسب الناحية التشريحية إلى عدة فئات: عضلات الرأس، عضلات العنق، عضلات الأطراف العليا، عضلات الجذع وعضلات الأطراف السفلى بالإضافة لعضلة القلب.

Frontal View muscular System EMG

Muscular system-back EMG

## عضلات الرأس

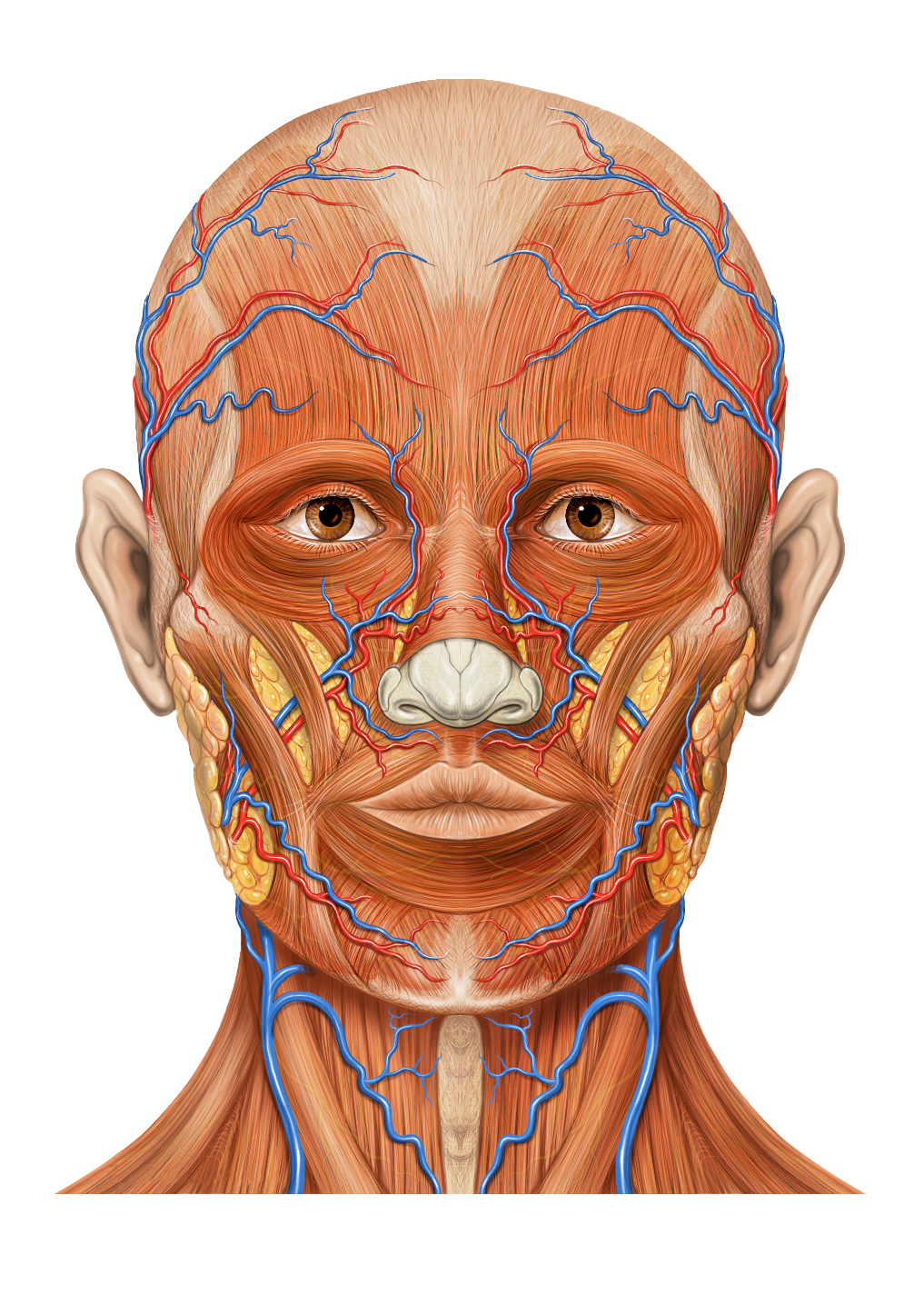
منظر أمامي
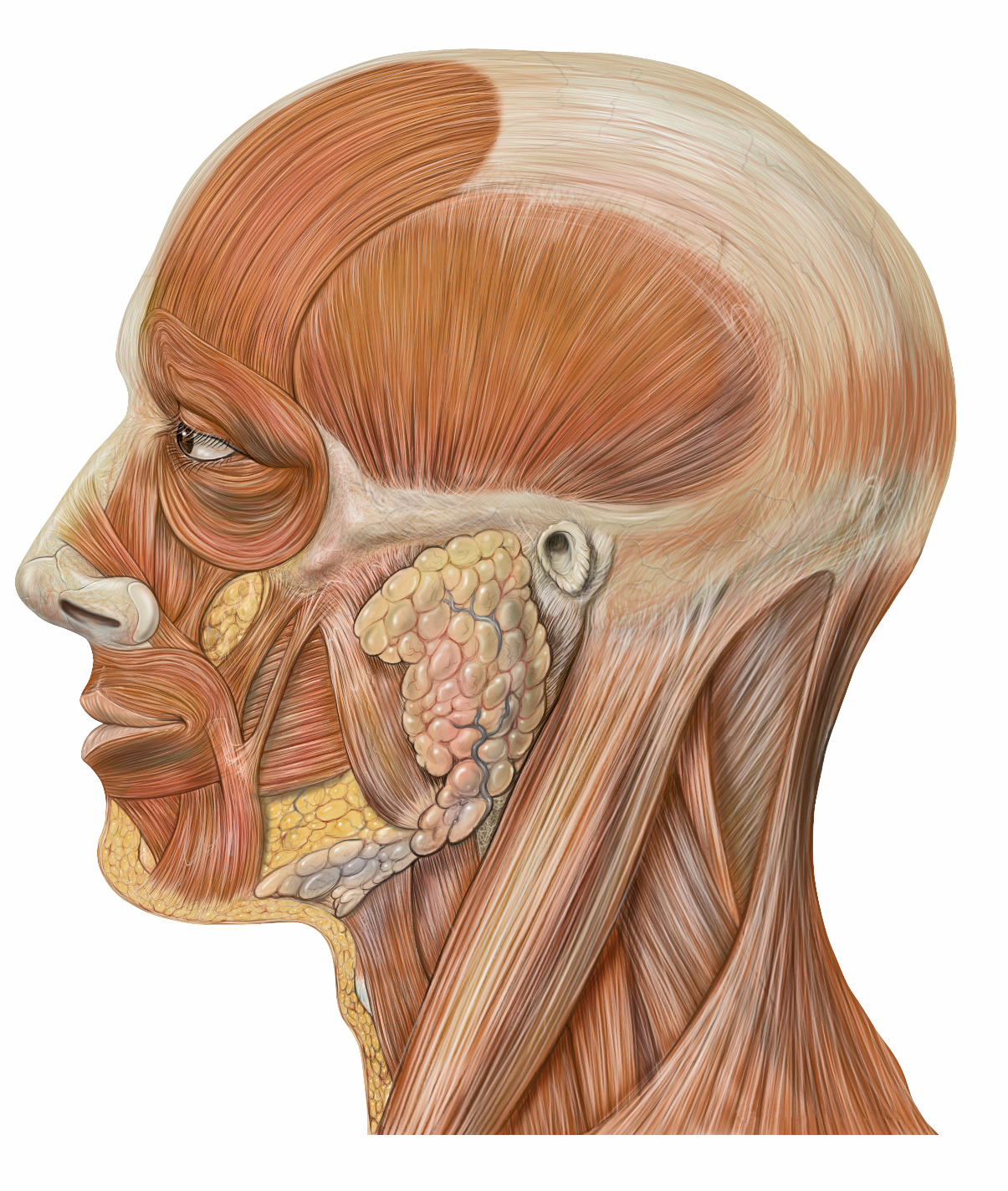
منظر جانبي

### عضلات الفروة والحاجبين
| العضلة            | المنشأ                                                     | المرتكز                    |
| ----------------- | ---------------------------------------------------------- | -------------------------- |
| عضلة قذالية جبهية | العظم القذالي                                              | العظم الجبهي               |
| عضلة جبهية        | الخوذة الصفاقية                                            | جلد المنطقة الجبهية        |
| عضلة قذالية       | الخط القفوي العلوي للعظم القذالي                           | الخوذة الصفاقية            |
| عضلة مدورة عينية  | العظم الجبهي والعظم الدمعي                                 | الأجفان                    |
| عضلة مغضنة الحاجب | قوس الحاجب                                                 | الجلد بين الحاجبين         |
| عضلة خافضة الحاجب | الجزء الأنفي من العظم الجبهي والحافة الإنسية من جوف الحجاج | الثلث الإنسي من جلد الحاجب |

### عضلات العين

#### عضلات محركة للعين
| العضلة                   | المنشأ                                               | المرتكز                      |
| ------------------------ | ---------------------------------------------------- | ---------------------------- |
| عضلة رافعة الجفن العلوية | العظم الوتدي                                         | الصفيحة الجفنية للجفن العلوي |
| عضلة رافعة الجفن         | تحت العضلة رافعة الجفن                               | الصفيحة الجفنية              |
| عضلة مدورة عينية         | العظم الجبهي والعظم الدمعي                           | الأجفان                      |
| عضلة مستقيمة علوية عينية | ذروة الحجاج عند "خط زن"                              | أعلى كرة العين               |
| عضلة مستقيمة سفلية عينية | ذروة الحجاج عند "خط زن"                              | أسفل كرة العين               |
| عضلة مستقيمة أنسية عينية | ذروة الحجاج عند "خط زن"                              | أنسي كرة العين               |
| عضلة مستقيمة وحشية عينية | ذروة الحجاج عند "خط زن"                              | وحشي كرة العين               |
| عضلة مائلة علوية عينية   | ذروة الحجاج عند "خط زن"                              |                              |
| عضلة مائلة سفلية عينية   | السطح الحجاجي للعظم الفكي العلوي وحشي الأخدود الدمعي |                              |

#### عضلات ضمن العين
| العضلة             | المنشأ | المرتكز |
| ------------------ | ------ | ------- |
| عضلة هدبية         |        |         |
| عضلة موسعة القزحية |        |         |
| عضلة معصرة القزحية |        |         |

### عضلات الأذن
| العضلة            | المنشأ          | المرتكز           |
| ----------------- | --------------- | ----------------- |
| عضلة أذنية        | الخوذة الصفاقية | أمام صيوان الأذن  |
| عضلة صدغية جدارية | العضلات الأذنية | الخوذة الصفاقية   |
| عضلة ركابية       |                 | عنق العظم الركابي |
| عضلة موترة الطبل  | نفير أوستاش     | قبضة عظم المطرقة  |

### عضلات الأنف
| العضلة                               | المنشأ                                                                                          | المرتكز                                                 |
| ------------------------------------ | ----------------------------------------------------------------------------------------------- | ------------------------------------------------------- |
| عضلة ناحلة                           | اللفافة حول العظم الأنفي                                                                        | جلد الجزء السفلي من الجبين بين الحاجبين                 |
| عضلة أنفية                           | عظم الفك العلوي                                                                                 | العظم الأنفي                                            |
| عضلة موسعة أنفية                     | حافة الثلمة الأنفية للعظم الفكي العلوي والغضروف الجناحي الكبير والغضاريف الجناحية الصغيرة للأنف | الجلد بالقرب من فتحة الأنف                              |
| عضلة خافضة حاجز الأنف                | عظم الفك العلوي                                                                                 | الوتيرة(الحاجز الأنفي) والأجزاء الخلفية للعضلات الأنفية |
| عضلة رافعة الشفة العلوية وجناح الأنف | عظم الفك العلوي                                                                                 | المنخر (فتحة الأنف) والشفة العلوية                      |

### عضلات الفم
| العضلة                   | المنشأ                                                            | المرتكز                                      |
| ------------------------ | ----------------------------------------------------------------- | -------------------------------------------- |
| عضلة رافعة زاوية الفم    | عظم الفك العلوي                                                   | زاوية الفم                                   |
| عضلة خافضة زاوية الفم    | حديبة الفك السفلي                                                 | زاوية الفم                                   |
| عضلة رافعة الشفة العلوية | الحافة تحت الحجاج الأنسية                                         | جلد وعضلات الشفة العلوية                     |
| عضلة خافضة الشفة السفلية | الخط المائل للفك السفلي بين الارتفاق الفكي السفلي والثقبة الذقنية | الشفة السفلية والياف العضلة الدويرية السفلية |
| عضلة ذقنية               | الفك السفلي من الأمام                                             | الذقن                                        |
| عضلة مبوقة               |                                                                   | بين ألياف الدويرية الفموية                   |
| عضلة مدورة فموية         | عظم الفك العلوي وعظم الفك السفلي                                  | الجلد حول الفم                               |
| عضلة ضحكية               | لفافة الغدة النكفية                                               | زاوية الفم                                   |
| عضلة وجنية كبيرة         | العظم الوجني                                                      | زاوية الفم                                   |
| عضلة وجنية صغيرة         | العظم الوجني                                                      | جلد الشفة العلوية                            |

### عضلات المضغ
| العضلة            | المنشأ                                                          | المرتكز                              |
| ----------------- | --------------------------------------------------------------- | ------------------------------------ |
| عضلة ماضغة        | الحافة السفلية للثلثين الأماميين للقوس الوجنية وعظم الفك العلوي | زاوية عظم الفك السفلي                |
| عضلة صدغية        | الحفرة الصدغية على سطح العظم الصدغي                             | الناتئ المنقاري لعظم الفك السفلي     |
| عضلة جناحية وحشية | الجناح الكبير للعظم الوتدي                                      | الفك السفلي                          |
| عضلة جناحية إنسية | العظم الوتدي                                                    | الجهة الإنسية لزاوية عظم الفك السفلي |

### عضلات اللسان

#### عضلات مرتبطة باللسان
| العضلة              | المنشأ                          | المرتكز                  |
| ------------------- | ------------------------------- | ------------------------ |
| عضلة ذقنية لسانية   | عظم الفك السفلي                 | اللسان وجسم العظم اللامي |
| عضلة لامية لسانية   | العظم اللامي                    | جانب اللسان              |
| عضلة غضروفية لسانية | النتوء الصغير وجسم العظم اللامي | اللسان                   |
| عضلة إبرية لسانية   | الناتئ الإبري للعظم الصدغي      | اللسان                   |
| عضلة حنكية لسانية   | الحنك                           | اللسان                   |

#### عضلات ضمن اللسان
| العضلة                   | المنشأ                         | المرتكز              |
| ------------------------ | ------------------------------ | -------------------- |
| عضلة طولانية علوية للسان | قرب لسان المزمار               | حواف اللسان          |
| عضلة مستعرضة لسانية      | النسيج الليفي الناصف في اللسان | جوانب اللسان         |
| عضلة طولانية سفلية للسان | جذر اللسان                     | ذروة اللسان          |
| عضلة عمودية لسانية       | ظهر اللسان                     | الحواف السفلية للسان |

### عضلات شراع الحنك
| العضلة                | المنشأ                  | المرتكز                       |
| --------------------- | ----------------------- | ----------------------------- |
| عضلة رافعة شراع الحنك | الحنك الصلب             |                               |
| عضلة موترة شراع الحنك |                         |                               |
| عضلة اللهاة           |                         |                               |
| عضلة حنكية لسانية     | شراع الحنك              | اللسان                        |
| عضلة حنكية بلعومية    | الحنك الصلب وشراع الحنك | الحواف العلوية للغضروف الدرقي |

### عضلات البلعوم
| العضلة              | المنشأ                     | المرتكز                                    |
| ------------------- | -------------------------- | ------------------------------------------ |
| عضلة إبرية بلعومية  | الناتئ الإبري للعظم الصدغي | الغضروف الدرقي                             |
| عضلة نفيرية بلعومية | غضروف نفير أوستاش          | الجزء الخلفي لصفاق العضلة الحنكيةالبلعومية |
| عضلة بلعومية علوية  | العظم الوتدي               | رفاه البلعوم                               |
| عضلة بلعومية وسطى   | العظم اللامي               | رفاه البلعوم                               |
| عضلة بلعومية سفلية  | الغضروف الحلقي والدرقي     | رفاه البلعوم                               |

### عضلات الحنجرة
| العضلة                     | المنشأ                       | المرتكز                             |
| -------------------------- | ---------------------------- | ----------------------------------- |
| عضلة حلقية درقية           | أمام ووحشي الغضروف الحلقي    | خلف الغضروف الدرقي                  |
| عضلة طرجهالية              | الغضروف الطرجهالي من جهة     | الغضروف الطرجهالي من الجهة المقابلة |
| عضلة درقية طرجهالية        | السطح الداخلي للغضروف الدرقي | السطح الداخلي للغضروف الطرجهالي     |
| عضلة حلقية طرجهالية خلفية  | السطح الخلفي للغضروف الحلقي  | النتوء العضلي للغضروف الطرجهالي     |
| عضلة حلقية طرجهالية جانبية | الجزء الوحشي للغضروف الحلقي  | النتوء العضلي للغضروف الطرجهالي     |

## عضلات العنق

### عضلات الرقبة
| العضلة                                      | المنشأ                                                             | المرتكز                  |
| ------------------------------------------- | ------------------------------------------------------------------ | ------------------------ |
| عضلة مبطحة Platysma                         | قاعدة الفك السفلي                                                  | أسفل الترقوة وصفاق الصدر |
| عضلة قصية ترقوية خشائية Sternocleidomastoid | الرأس القصي من قبضة القص والرأس الترقوي من الجزء الإنسي من الترقوة |                          |

### فوق العظم اللامي
| العضلة                      | المنشأ                                                                 | المرتكز                    |
| --------------------------- | ---------------------------------------------------------------------- | -------------------------- |
| عضلة ذات البطنين Digastric  | الرأس الأمامي من عظم الفك والرأس الخلفي من البروز الخشائي للعظم الصدغي | القلان الصغير للعظم اللامي |
| عضلة إبرية لامية Stylohyoid | الناتئ الإبري للعظم الصدغي                                             | القرن الكبير للعظم اللامي  |
| عضلة ضرسية لامية Mylohyoid  | الخط الضرسي على عظم الفك السفلي                                        | رفاه البلعوم               |
| عضلة ذقنية لامية Geniohyoid | الدرز الذقني لعظم الفك السفلي                                          | السطح العلوي للعظم اللامي  |

### تحت العظم اللامي
| العضلة                        | المنشأ                        | المرتكز        |
| ----------------------------- | ----------------------------- | -------------- |
| عضلة قصية لامية Sternohyoid   | قبضة القص                     | العظم اللامي   |
| عضلة قصية درقية Sternothyroid | قبضة القص                     | الغضروف الدرقي |
| عضلة درقية لامية Thyrohyoid   | الغضروف الدرقي                | العظم اللامي   |
| عضلة كتفية لامية Omohyoid     | الحافة العلوية لعظم لوح الكتف | العظم اللامي   |

### عضلات العنق الأمامية
| العضلة                    | المنشأ                                   | المرتكز                              |
| ------------------------- | ---------------------------------------- | ------------------------------------ |
| عضلة طويلة عنقية          | النواتئ المعترضة للفقرات الرقبية 3 4 5 6 | القوس الأمامي للفقرة الأولى (الأطلس) |
| عضلة طويلة رأسية          | النواتئ المعترضة للفقرات الرقبية 3 4 5 6 | الوجه السفلي للعظم القذالي           |
| عضلة مستقيمة رأسية أمامية | الفقرة الأولى (الأطلس)                   | العظم القذالي                        |
| عضلة مستقيمة رأسية جانبية | الناتئ الجانبي للفقرة الأولى (الأطلس)    | العظم القذالي                        |

### عضلات العنق الجانبية
| العضلة                      | المنشأ                                        | المرتكز                                       |
| --------------------------- | --------------------------------------------- | --------------------------------------------- |
| عضلة رافعة للكتف            | الناتئ المعترض للفقرات الرقبية 1 2 3 4        | الجزء العلوي من الحافة الأنسية لعظم لوح الكتف |
| عضلة رافعة الأضلاع الأمامية | الفقرة الرقبية 3 4 5 6                        | الضلع الأولى                                  |
| عضلة رافعة الأضلاع الوسطى   | الفقرة الرقبية 2 3 4 5 6                      | الضلع الأولى                                  |
| عضلة رافعة الأضلاع الخلفية  | الفقرة الرقبية 4 5 6                          | الضلع الثانية                                 |
| عضلة مستقيمة رأسية جانبية   | الناتئ المعترض للفقرة الرقبية الأولى (الأطلس) | العظم القذالي                                 |
| عضلة منحرفة رأسية علوية     | وحشي الفقرة الأولى (الأطلس)                   | العظم القذالي                                 |
| عضلة منحرفة رأسية سفلية     | الناتئ الشوكي للفقرة الثانية (المحور)         | وحشي الفقرة الأولى (الأطلس)                   |

### عضلات العنق الخلفية
| العضلة                        | المنشأ | المرتكز                             |
| ----------------------------- | --- | ----------------------------------- |
| عضلة مستقيمة رأسية خلفية صغرى | القوس الخلفية للفقرة الرقبية الأولى (الأطلس)                                                              | العظم القذالي                       |
| عضلة مستقيمة رأسية خلفية كبرى | الناتئ الشوكي للفقرة الرقبية الثانية (المحور)                                                             | العظم القذالي                       |
| عضلة نصف شوكية رأسية          | النتوءات المفصلية للفقرات الرقبية 4 5 6 والنواتئ المعترضة للفقرة الرقبية 7 والفقرات الصدرية 1 2 3 4 5 6 7 | العظم القذالي                       |
| عضلة طولانية رأسية            | النواتئ المفصلية للفقرات الرقبية 4 5 6 7 والنتوءات المعترضة للفقرات الصدرية 1 2 3 4 5                     | البروز الخشائي                      |
| عضلة طحالية رأسية             | العظم القذالي والنواتئ الشوكية للفقرات الرقبية 7 والصدرية 1 2 3 4 5 6                                     | البروز الخشائي                      |
| عضلة منحرفة رأسية علوية       | القسم الوحشي للفقرة الرقبية الأولى (الأطلس)                                                               | العظم القذالي                       |
| عضلة منحرفة رأسية سفلية       | الناتئ الشوكي للفقرة الرقبية الثانية (المحور)                                                             | وحشي الفقرة الرقبية الأولى (الأطلس) |

## عضلات الجذع

### عضلات القفص الصدري
| العضلة                   | المنشأ                                                                 | المرتكز                                                |
| ------------------------ | ---------------------------------------------------------------------- | ------------------------------------------------------ |
| عضلة وربية خارجية        | الأضلاع 1 2 3 4 5 6 7 8 9 10 11                                        | الأضلاع 2 3 4 5 6 7 8 9 10 11 12                       |
| عضلة وربية داخلية        | الحافة السفلية للأضلاع 1 2 3 4 5 6 7 8 9 10 11                         | الحافة العلوية للأضلاع 2 3 4 5 6 7 8 9 10 11 12        |
| عضلة وربية عميقة         | الأضلاع 1 2 3 4 5 6 7 8 9 10 11                                        | الأضلاع 2 3 4 5 6 7 8 9 10 11 12                       |
| عضلة تحت الضلعية         | الوجه الداخلي لضلع                                                     | الوجه الداخلي للضلع الثاني أوالثالث للأعلى قرب الزاوية |
| عضلة مستعرضة صدرية       | الغضاريف الضلعية لآخر ثلاثة أو أربعة أضلاع وذروة القص                  | الأضلاع والغضاريف الضلعية للأضلاع 2 3 4 5 6            |
| عضلة رافعة الأضلاع       | النواتئ المعترضة للفقرات الرقبية 7 والصدرية 1 2 3 4 5 6 7 8 9 10 11 12 | السطح العلوي للضلع الذي يلي الفقرة الموافقة مباشرة     |
| عضلة منشارية خلفية علوية | النواتئ الشوكية للفقرات الرقبية 7 والصدرية 1 2 3                       | الوجه العلوي للأضلاع 2 3 4 5                           |
| عضلة منشارية خلفية سفلية | الفقرات الصدرية 11 12 والقطنية 1 2 3                                   | الوجه السفلي للأضلاع 9 10 11 12                        |
| عضلة الحجاب الحاجز       |                                                                        |                                                        |

### عضلات الظهر
| العضلة                 | المنشأ | المرتكز                                              |
| ---------------------- | --- | ---------------------------------------------------- |
| عضلة ناصبة شوكية       | النواتئ الشوكية لآخر أربع فقرات صدرية                                                                                            | معظم النواتئ الشوكية للفقرات الرقبية والصدرية        |
| عضلة حرقفية ضلعية      | الحرقفة | الأضلاع                                              |
| عضلة طويلة             | النواتئ المعترضة للفقرات | النواتئ المعترضة للفقرات                             |
| عضلة شوكية             | النواتئ الشوكية للفقرات | النواتئ الشوكية للفقرات                              |
| العضلة العريضة الظهرية | النواتئ الشوكية للفقرات الصدرية 6 7 8 9 10 11 12 واللفافة القطنية وعرف الحرقفة و الوجه السفلي للأضلاع الثلاثة أو الأربعة السفلية | أرضية الثلمة بين الحديبتين لعظم العضد                |
| عضلة مستعرضة شوكية     | النواتئ المعترضة للفقرات | النواتئ الشوكية للفقرات                              |
| عضلة نصف شوكية رأسية   | النواتئ المعترضة للفقرات الرقبية العلوية                                                                                         | النواتئ الشوكية للفقرات الرقبية 1 2 3 4 5            |
| عضلة نصف شوكية عنقية   | النواتئ المعترضة للفقرات الرقبية السفلية والصدرية العلوية                                                                        |                                                      |
| عضلة نصف شوكية ظهرية   | النواتئ المعترضة للفقرات الصدرية 6 7 8 9 10                                                                                      | النواتئ الشوكية للفقرات الرقبية 6 7 والصدرية 1 2 3 4 |
| عضلة عديدة الرؤوس      | العجز وعرف الحرقفة واللفافة | النواتئ الشوكية                                      |
| عضلة دويرية            | النواتئ المعترضة | النواتئ الشوكية                                      |
| عضلة بين الشوكية       | النواتئ الشوكية | النواتئ الشوكية                                      |
| عضلة بين المستعرضات    | النواتئ المعترضة | النواتئ المعترضة                                     |
| عضلة طحالية رأسية      | النواتئ الشوكية للفقرات الرقبية 7 والصدرية 1 2 3 4 5 6                                                                           | العظم القذالي والبروز الخشائي للعظم الصدغي           |
| عضلة طحالية عنقية      | النواتئ الشوكية للفقرات الصدرية 3 4 5 6                                                                                          | النواتئ المعترضة للفقرات الرقبية 1 2 3               |

### عضلات البطن
| العضلة                  | المنشأ | المرتكز |
| ----------------------- | ------ | ------- |
| عضلة مستعرضة بطنية      |        |         |
| عضلة مستقيمة بطنية      |        |         |
| عضلة هرمية              |        |         |
| عضلة مشمرية             |        |         |
| عضلة مربعة قطنية        |        |         |
| عضلة مائلة بطنية خارجية |        |         |
| عضلة مائلة بطنية داخلية |        |         |

### عضلات الحوض
| العضلة               | المنشأ                        | المرتكز       |
| -------------------- | ----------------------------- | ------------- |
| عضلة عصعصية          | الرباط العجزي الشوكي          |               |
| العضلات رافعة الشرج: |                               |               |
| عضلة عصعصية حرقفية   | الشوكة الإسكية                | العصعص        |
| عضلة عصعصية عانية    | الوجه الخلفي لعظم العانة      | العصعص والعجز |
| عضلة مستقيمية عانية  | الجزء السفلي من ارتفاق العانة |               |

### عضلات العجان
| العضلة                    | المنشأ                               | المرتكز                                              |
| ------------------------- | ------------------------------------ | ---------------------------------------------------- |
| عضلة مصرة الشرج الخارجية  |                                      |                                                      |
| عضلة مصرة الشرج الداخلية  |                                      |                                                      |
| عضلات العجان السطحية:     |                                      |                                                      |
| عضلة مستعرضة عجانية سطحية | الجزء الأمامي من الحدبة الإسكية      | مركز العجان                                          |
| عضلة بصلية اسفنجية        | الرفاه الناصف                        |                                                      |
| عضلة إسكية كهفية          |                                      |                                                      |
| عضلات العجان العميقة:     |                                      |                                                      |
| عضلة مستعرضة عجانية عميقة | الحافة السفلية لعظم الإسك            | الحافة السفلية لعظم الإسك بالجهة المقابلة            |
| عضلة مصرة الإحليل         | ارتفاق العانة والإسك والصفاق المجاور | ارتفاق العانة والإسك والصفاق المجاور بالجهة المقابلة |

## عضلات الأطراف العليا

### عضلات جدار الصدر
| العضلة                                                             | المنشأ                                                                          | المرتكز                                                     |
| ------------------------------------------------------------------ | ------------------------------------------------------------------------------- | ----------------------------------------------------------- |
| العضلة الصدرية الكبرى (بالإنجليزية: [pectoralis major muscle)      | النصف الأنسي للترقوة والوجه الأمامي للقص والغضاريف الضلعية للأضلاع الستة الأولى | الثلم بين حديبتي عظم العضد                                  |
| العضلة الصدرية الصغرى (بالإنجليزية: [pectoralis minor muscle)      | الأضلاع 3و4و5 بالقرب من الغضروف الضلعي                                          | الناحية الأنسية والسطح العلوي للناتئ الغرابي لعظم لوح الكتف |
| العضلة تحت الترقوة (بالإنجليزية: [subclavius muscle)               | الضلع الأولى                                                                    | الثلمة تحت الترقية لعظم الترقوة                             |
| العضلة المنشارية الأمامية (بالإنجليزية: [serratus anterior muscle) | السطح الخارجي للأضلاع ال8 أو 9 العلوية                                          | الناحية الضلعية للحافة الأنسية لعظم لوح الكتف               |

### عضلات العمود الفقري
| العضلة                                                           | المنشأ | المرتكز                                                      |
| ---------------------------------------------------------------- | --- | ------------------------------------------------------------ |
| العضلة شبه المنحرفة (بالإنجليزية: Trapezius muscle)              | بدءا من الناشزة القذالية الخلفية ثم على الرباط القفوي والنواتئ الشوكية للفقرات من الرقبية ر7 حتى الصدرية ص12                          | على الثلث الوحشي للترقوة والناتئ الأخرمي و شوك عظم لوح الكتف |
| العضلة العريضة الظهرية (بالإنجليزية: Latissimus dorsi muscle)    | النواتئ الشوكية للفقرات الصدرية ص6 حتى ص12 ومن اللفافة الصدرية القطنية ومن الحافة الحرقفية ومن الوجه الخلفي للأضلاع ال3أو ال4 السفلية | أرضية الثلم بين الحديبات لعظم العضد                          |
| العضلة المعينية (بالإنجليزية: rhomboid muscle)                   | الرباط القفوي والنواتئ الشوكية للفقرات من الرقبية ر7 حتى الصدرية ص5                                                                   | الحافة الأنسية لعظم لوح الكتف                                |
| العضلة المعينية الكبرى (بالإنجليزية: rhomboid major muscle)      | النواتئ الشوكية للفقرات الصدرية من ص2 حتى ص5                                                                                          | الحافة الأنسية لعظم لوح الكتف تحت مرتكز المعينية الصغرى      |
| العضلة المعينية الصغرى (بالإنجليزية: rhomboid minor muscle)      | الرباط القفوي والنواتئ الشوكية للفقرات الرقبية ر7 والصدرية ص1                                                                         | الحافة الأنسية لعظم لوح الكتف فوق مرتكز المعينية الكبرى      |
| العضلة رافعة العظم الكتفي (بالإنجليزية: levator scapulae muscle) | النواتئ المعترضة للفقرات الرقبية ر1 حتى ر4                                                                                            | الجزء العلوي للحافة الأنسية لعظم لوح الكتف                   |

### عضلات الكتف
| العضلة                                              | المنشأ                                                | المرتكز                                       |
| --------------------------------------------------- | ----------------------------------------------------- | --------------------------------------------- |
| عضلة دالية (بالإنجليزية: deltoid muscle)            | الترقوة والناتئ الأخرمي والناتئ الشوكي لعظم لوح الكتف | حديبة الدالية لعظم العضد                      |
| عضلة مدورة كبيرة (بالإنجليزية: teres major muscle)  | الجانب الخلفي للزاوية السفلية لعظم لوح الكتف          | الحافة الأنسية للثلم بين الحديبتين لعظم العضد |
| عضلة مدورة صغيرة (بالإنجليزية: teres minor muscle)  | الحافة الوحشية لعظم لوح الكتف                         | الوجه السفلي للحديبة الكبيرة لعظم العضد       |
| عضلة فوق الشوكة (بالإنجليزية: supraspinatus muscle) | الحفرة فوق الشوكية لعظم لوح الكتف                     | الوجه العلوي للحديبة الكبيرة لعظم العضد       |
| عضلة تحت الشوكة (بالإنجليزية: infraspinatus muscle) | الحفرة تحت الشوكية لعظم لوح الكتف                     | الوجه الأوسط للحديبة الكبيرة لعظم العضد       |
| عضلة تحت الكتف (بالإنجليزية: subscapularis muscle)  | الحفرة تحت الكتفية لعظم لوح الكتف                     | الحديبة الصغيرة لعظم العضد                    |

### عضلات العضد

#### عضلات العضد الأمامية
| العضلة                                                        | المنشأ                                                                         | المرتكز                                               |
| ------------------------------------------------------------- | ------------------------------------------------------------------------------ | ----------------------------------------------------- |
| عضلة ذات الرأسين العضدية (بالإنجليزية: biceps brachii muscle) | الرأس القصير:الناتئ الغرابي لعظم لوح الكتف، الرأس الطويل: الحديبة فوق الحقانية | الحدبة الكعبرية                                       |
| عضلة غرابية عضدية (بالإنجليزية: coracobrachialis muscle)      | الناتئ الغرابي لعظم لوح الكتف                                                  | أنسي عظم العضد                                        |
| عضلة عضدية (بالإنجليزية: brachialis muscle)                   | الوجه الامامي للنصف السفلي لعظم العضد                                          | الحدبة الزندية والناتئ المنقاري (الإكليلي) لعظم الزند |

#### عضلات العضد الخلفية
| العضلة                                                         | المنشأ | المرتكز                                                           |
| -------------------------------------------------------------- | --- | ----------------------------------------------------------------- |
| عضلة ثلاثية الرؤوس عضدية (بالإنجليزية: triceps brachii muscle) | الرأس الطويل: الحديبة تحت الحقانية لعظم العضد، الرأس الوحشي: الجهة الخلفية لعظم العضد فوق ثلمة العصب الكعبري، الرأس الأنسي: الجهة الخلفية لعظم العضد تحت ثلمة العصب الكعبري | الناتئ الزجي لعظم الزند                                           |
| عضلة مرفقية (بالإنجليزية: anconeus muscle)                     | اللقيمة الوحشية لعظم العضد | الجهة الوحشية للناتئ الزجي والقسم العلوي للجهة الخلفية لعظم الزند |

### عضلات الساعد

#### عضلات الساعد الأمامية السطحية
| العضلة                         | المنشأ                                                                         | المرتكز                                              |
| ------------------------------ | ------------------------------------------------------------------------------ | ---------------------------------------------------- |
| عضلة كابة مدورة                | من اللقيمة الإنسية للعضد والناتئ المنقاري للزند                                | منتصف السطح الوحشي للكعبرة                           |
| العضلة المثنية الكعبرية للرسغ  | اللقيمة الإنسية للعضد                                                          | قاعدة السنع الثاني لليد                              |
| عضلة راحية طويلة               | اللقيمة الإنسية للعضد                                                          | صفاق راحة اليد                                       |
| عضلة مثنية زندية للرسغ         | اللقيمة الأنسية للعضد، الناتئ الزجي للزند والثلثين العلويين للوجه الخلفي للزند | العظم الحمصي، خطاف العظم الكلابي، قاعدة السنع الخامس |
| العضلة المثنية السطحية للأصابع | اللقيمة الإنسية للعضد والناتئ المنقاري للزند                                   | جسم السلاميات الوسطى للأصابع الأربعة الإنسية         |

#### عضلات الساعد الأمامية العميقة
| العضلة                             | المنشأ                                                                      | المرتكز                                                      |
| ---------------------------------- | --------------------------------------------------------------------------- | ------------------------------------------------------------ |
| عضلة كابة مدورة                    | الوجه الامامي الربع البعيد للزند                                            | الوجه الامامي للربع البعيد للكعبرة                           |
| العضلة المثنية العميقة للأصابع     | السطح الإنسي والأمامي للثلاثة أرباع القريبة من الزند ومن الغشاء بين العظمين | الوجه الراحي لقاعدة السلامية البعيدة للأصابع الأربعة الإنسية |
| العضلة المثنية الطويلة لإبهام اليد | الوجه الأمامي للكعبرة والغشاء بين العظمين                                   | الوجه الراحي لقاعدة السلامية البعيدة للإبهام                 |

#### عضلات الساعد الخلفية السطحية
| العضلة                              | المنشأ                                            | المرتكز                                 |
| ----------------------------------- | ------------------------------------------------- | --------------------------------------- |
| العضلة باسطة الأصابع                | اللقيمة الوحشية لعظم العضد (الوتر الباسط المشترك) | الانتشار الباسط للأصابع الأربعة الإنسية |
| العضلة باسطة الخنصر                 | اللقيمة الوحشية لعظم العضد (الوتر الباسط المشترك) | الانتشار الباسط للإصبع الخامس (الخنصر)  |
| العضلة باسطة الرسغ الزندية          | اللقيمة الوحشية لعظم العضد (الوتر الباسط المشترك) | الوجه الظهري لقاعدة السنع الخامس        |
| العضلة العضدية الكعبرية             | الحافة فوق اللقمتين للعضد                         | الوجه الوحشي للجزء البعيد للكعبرة       |
| العضلة باسطة الرسغ الكعبرية الطويلة | الحافة فوق اللقمتين للعضد                         | الوجه الظهري لقاعدة السنع الثاني        |
| العضلة باسطة الرسغ الكعبرية القصيرة | اللقيمة الوحشية لعظم العضد (الوتر الباسط المشترك) |                                         |
| العضلة الزجية                       | الوجه الخلفي للقيمة الوحشية للعضد                 | الناتئ الزجي للزند                      |

#### عضلات الساعد الخلفية العميقة
| العضلة                       | المنشأ                                              | المرتكز                                      |
| ---------------------------- | --------------------------------------------------- | -------------------------------------------- |
| عضلة استلقائية               | اللقيمة الوحشية لعظم العضد والعرف الاستلقائي للزند  | الوجه الأمامي والوحشي والخلفي للكعبرة        |
| العضلة مبعدة الإبهام الطويلة | الوجه الخلفي للزند والكعبرة والغشاء بين العظمين     | قاعدة المشط الأول                            |
| العضلة باسطة الإبهام القصيرة | الوجه الخلفي للكعبرة والغشاء بين العظمين            | الوجه الظهري لقاعدة السلامية القريبة للإبهام |
| العضلة باسطة الإبهام الطويلة | الوجه الخلفي للثلث الأوسط للزند والغشاء بين العظمين | الوجه الظهري لقاعدة السلامية البعيدة للإبهام |
| عضلة باسطة السبابة           | الوجه الخلفي للزند والكعبرة والغشاء بين العظمين     | الانتشار الباسط للسبابة                      |

### عضلات اليد

#### العضلات الراحية الوحشية
| العضلة                       | المنشأ | المرتكز |
| ---------------------------- | ------ | ------- |
| عضلة مقابلة لإبهام اليد      |        |         |
| عضلة مثنية قصيرة لإبهام اليد |        |         |
| عضلة قصيرة مبعدة لإبهام اليد |        |         |
| العضلة المقربة لإبهام اليد   |        |         |

#### العضلات الراحية الأنسية
| العضلة             | المنشأ | المرتكز |
| ------------------ | ------ | ------- |
| عضلة راحية قصيرة   |        |         |
| عضلة مبعدة الخنصر  |        |         |
| عضلة مثنية الخنصر  |        |         |
| عضلة مقابلة للخنصر |        |         |

#### عضلات وسط اليد
| العضلة                  | المنشأ | المرتكز |
| ----------------------- | ------ | ------- |
| العضلات الخراطينية لليد |        |         |
| عضلة بين عظمية ظهرية    |        |         |
| عضلة بين عظمية راحية    |        |         |

## عضلات الأطراف السفلية

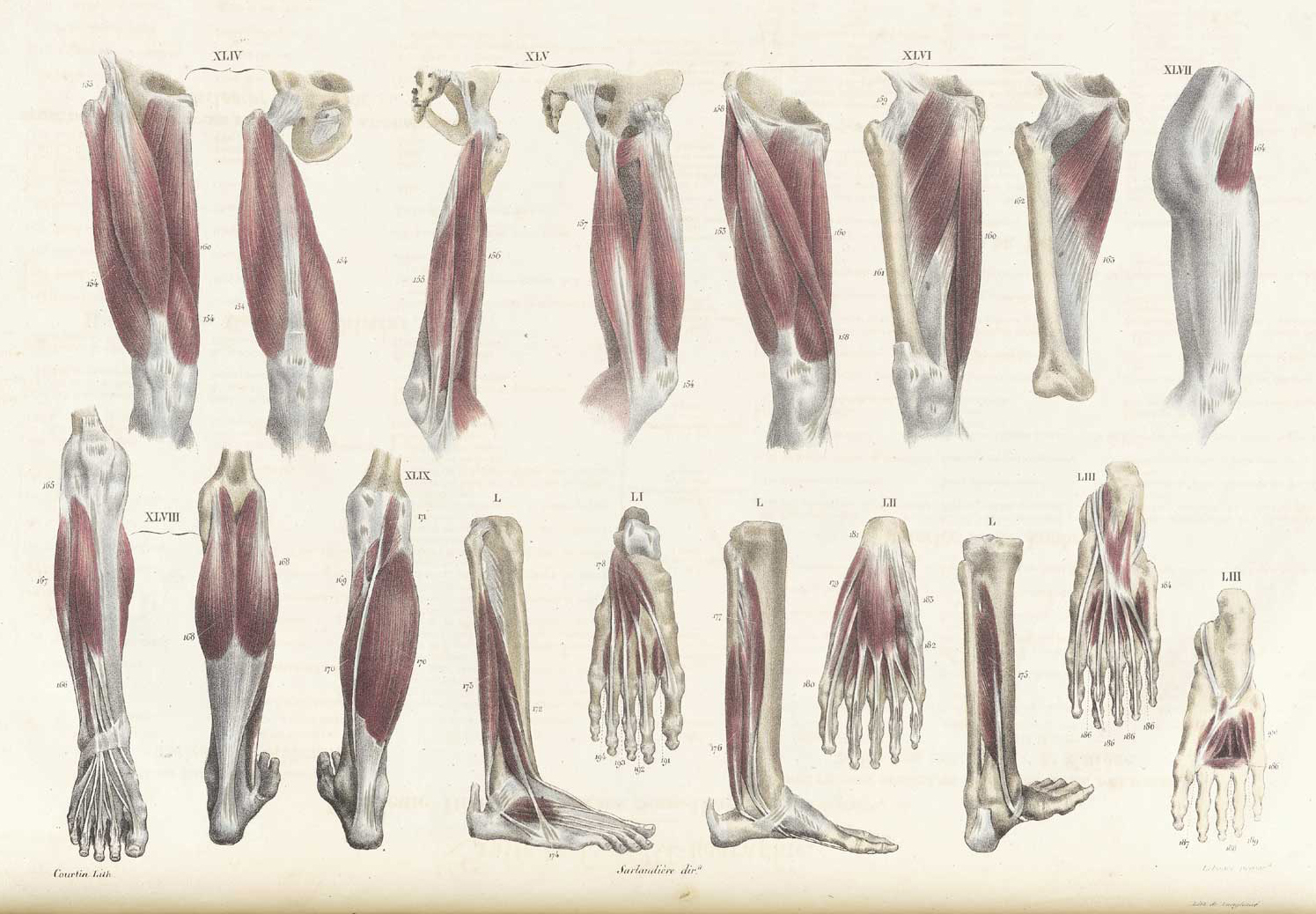
عضلات الأطراف السفلى

### عضلاتالورك
| العضلة              | المنشأ | المرتكز |
| ------------------- | ------ | ------- |
| عضلة قطنية          |        |         |
| عضلة البسواس الكبرى |        |         |
| عضلة البسواس الصغرى |        |         |
| عضلة حرقفية         |        |         |

### عضلات الإلية
| العضلة                    | المنشأ | المرتكز |
| ------------------------- | ------ | ------- |
| عضلة موترة للفافة العريضة |        |         |
| عضلة ألوية كبرى           |        |         |
| عضلة ألوية وسطى           |        |         |
| عضلة ألوية صغرى           |        |         |
| عضلة مدورة وحشية          |        |         |
| عضلة كمثرية               |        |         |
| عضلة سدادية خارجية        |        |         |
| عضلة سدادية غائرة         |        |         |
| عضلة توأمية علوية         |        |         |
| عضلة توأمية سفلية         |        |         |
| عضلة مربعة فخذية          |        |         |

### عضلاتالفخذ

#### عضلات الفخذ الأمامي
| العضلة             | المنشأ | المرتكز |
| ------------------ | ------ | ------- |
| عضلة خياطية        |        |         |
| عضلة عانية         |        |         |
| عضلة حرقفية        |        |         |
| عضلة رباعية الرؤوس |        |         |
| عضلة قطنية كبيرة   |        |         |

#### عضلات الفخذ الخلفي
| العضلة               | المنشأ | المرتكز |
| -------------------- | ------ | ------- |
| عضلة فخذية ذات رأسين |        |         |
| عضلة نصف غشائية      |        |         |
| عضلة نصف وترية       |        |         |

#### عضلات الفخذ الأنسي
| العضلة           | المنشأ | المرتكز |
| ---------------- | ------ | ------- |
| عضلة ناحلة       |        |         |
| عضلة مقربة طويلة |        |         |
| عضلة مقربة قصيرة |        |         |
| عضلة مقربة كبيرة |        |         |

### عضلات الساق

#### عضلات الساق الأمامي
| العضلة                        | المنشأ | المرتكز |
| ----------------------------- | ------ | ------- |
| عضلة ظنبوبية أمامية           |        |         |
| عضلة طويلة باسطة لإبهام القدم |        |         |
| عضلة طويلة باسطة لأصابع القدم |        |         |
| عضلة شظوية ثالثة              |        |         |

#### عضلات الساق الخلفية السطحية
| العضلة                     | المنشأ | المرتكز |
| -------------------------- | ------ | ------- |
| عضلة ثلاثية الرؤوس الربلية |        |         |
| عضلة ساقية                 |        |         |
| عضلة نعلية                 |        |         |
| عضلة أخمصية                |        |         |

#### عضلات الساق الخلفية العميقة
| العضلة                         | المنشأ | المرتكز |
| ------------------------------ | ------ | ------- |
| عضلة مأبضية                    |        |         |
| عضلة مقربة إبهام القدم الطويلة |        |         |
| عضلة مقربة أصابع القدم الطويلة |        |         |
| عضلة ظنبوبية خلفية             |        |         |

#### عضلات الساق الوحشية
| العضلة           | المنشأ | المرتكز |
| ---------------- | ------ | ------- |
| عضلة شظوية طويلة |        |         |
| عضلة شظوية قصيرة |        |         |

### عضلات القدم

#### عضلات ظهر القدم
| العضلة                         | المنشأ | المرتكز |
| ------------------------------ | ------ | ------- |
| عضلة باسطة أصابع القدم القصيرة |        |         |
| عضلة باسطة إبهام القدم القصيرة |        |         |

#### عضلات أخمص القدم الطبقة الأولى (السطحية)
| العضلة                   | المنشأ | المرتكز |
| ------------------------ | ------ | ------- |
| عضلة مبعدة لإبهام القدم  |        |         |
| عضلة مثنية قصيرة للأصابع |        |         |
| عضلة مبعدة لخنصر القدم   |        |         |

#### عضلات أخمص القدم الطبقة الثانية
| العضلة              | المنشأ | المرتكز |
| ------------------- | ------ | ------- |
| عضلة مربعة أخمصية   |        |         |
| عضلة خراطينية للقدم |        |         |

#### عضلات أخمص القدم الطبقة الثالثة
| العضلة                         | المنشأ | المرتكز |
| ------------------------------ | ------ | ------- |
| عضلة قابضة إبهام القدم القصيرة |        |         |
| عضلة مقربة إبهام القدم         |        |         |
| عضلة قابضة خنصر القدم القصيرة  |        |         |

#### عضلات أخمص القدم الطبقة الرابعة (العميقة)
| العضلة                      | المنشأ | المرتكز |
| --------------------------- | ------ | ------- |
| عضلة بين عظمية ظهرية للقدم  |        |         |
| عضلة بين عظمية أخمصية للقدم |        |         |